# Campionati europei di ginnastica a squadre 1999
La seconda edizione dei Campionati europei di ginnastica a squadre (European Gymnastics Masters) si è svolta in Grecia, a Patrasso, dal 19 al 21 giugno 1999.

## Modalità
La gara ha visto una prima fase di divisione in 6 gironi delle 12 nazionali, a cui è seguita una fase preliminare dove hanno gareggiato le prime classificate più le migliori due seconde classificate. Sono poi seguite due semifinali e due finali per l'assegnazione delle medaglie.

## Partecipanti
Gruppo A
- Russia
- Bulgaria

Gruppo B
- Polonia
- Norvegia

Gruppo C
- Italia
- Germania

Gruppo D
- Francia
- Ungheria

Gruppo E
- Ucraina
- Bielorussia

Gruppo F
- Grecia
- Gran Bretagna

## Podio
| Edizione | Oro                                                                                                  | Punti  | Argento                                                                                                  | Punti  | Bronzo                                                                                        | Punti  |
| -------- | --- | ------ | --- | ------ | --------------------------------------------------------------------------------------------- | ------ |
| Squadre  | RussiaAlexei Nemov Alexei Bondarenko Elena Produnova Svetlana Khorkina Alina Kabaeva Yulia Barsukova | 68.412 | UcrainaRuslan Myezyentsev Oleksandr Svitlyčnyj Inga Shkarupa Olha Teslenko Elena Tkatchenko Irina Kobets | 67.374 | GreciaIoannis Melissanidis Dimosthenis Tampakos Maria Papakou Vasilikī Millousī Dona Evmorfia | 66.862 |